# Rosa blanca (film)
Pour plus de détails, voir Fiche technique et Distribution.
Rosa Blanca est un film mexicain de 1961 avec Ignacio López Tarso, adapté du roman du même titre du romancier anarchiste B. Traven. Il fut censuré par le gouvernement mexicain. Il raconte la cupidité des multinationales exploitant le pétrole mexicain, leur peu de respect de la dignité humaine, elles qui dépouillent et assassinent les habitants avec le pouvoir qui les soutient, afin de s’emparer de leurs terres et y exploiter l’or noir.

## Synopsis
C’est l’histoire d’un peon, un petit paysan de la région de la huasteca de Vera Cruz, propriétaire d’une hacienda appelée Rosa Blanca (en espagnol : Rose blanche) où il vit une vie idyllique. On découvre du pétrole sur ses terres, ce qui provoque un grave conflit avec les compagnies pétrolières américaines installées dans la région qui essaient de s’approprier ses terres à tout prix, malgré son refus de vendre. Une scène décrit la réunion très détendue, aux États-Unis, où les directeurs de la compagnie pétrolière tentent de le convaincre de vendre de différentes manières. Comme ils ne réussissent pas, il disparaît lors de son retour au Mexique et ne revient jamais chez lui. Quelques jours après, la compagnie prend possession de l’hacienda, commence à la détruire et à installer le camp d’exploitation du pétrole. Le film fait référence dans sa séquence finale, avec une approche documentaire et historique, à l’expropriation pétrolière décrétée par le président de la république, le général Lázaro Cárdenas, le 18 mars 1938.

## Fiche technique
- Réalisateur : Roberto Gavaldón
- Prise de vue : Gabriel Figueroa

## Distribution

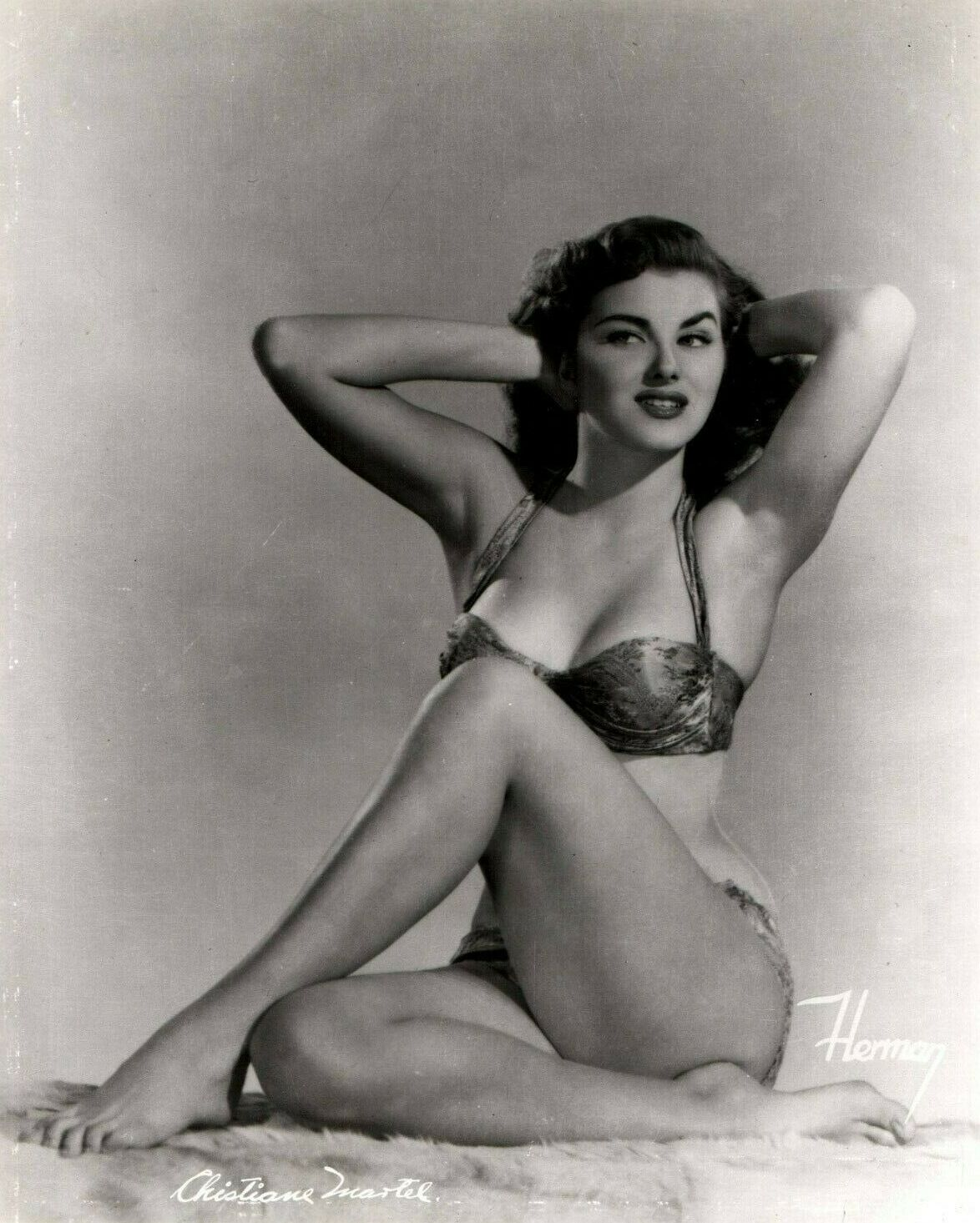
Christiane Martel quelques années avant le tournage du film.

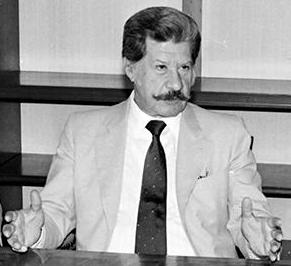
Ignacio Lopez Tarso en 1986.

- Ignacio López Tarso
- Christiane Martel
- Reinhold Olszewski
- Rita Macedo
- Begoña Palacios
- Carlos Fernández
- John Kelly
- Luis Beristáin
- Tony Carbajal
- Alejandro Ciangherotti
- Fernando Wagner
- Katherine Welsh
- Claudio Brook
- George Neale
- Pedro Galván
- Eugenio Rossi
- David Reynoso
- Aurora Clavel
- José Torvay
- Enrique Lucero

## Autour du film
En 1961, sous la présidence d’Adolfo López Mateos, l’équipe de créateurs formée de Roberto Gavaldón et de B. Traven (auteur de Macario, Canasta de cuentos mexicanos, et autres œuvres décrivant le Mexique des années 1920 et 1930), décide de tourner un film faisant polémique basé sur un roman de Traven, Rosa Blanca. 
Le scénario est initialement écrit par Hal Croves, autre pseudonyme de B. Traven, et réécrit par Philip Stevenson. Le roman est adapté au cinéma par Emilio Carballido et Gavaldón qui, voulant s’assurer le succès public, firent appel à l’acteur Ignacio López Tarso pour filmer cette histoire située quelques années auparavant, au moment de l’expropriation du pétrole mexicain en 1938. Rosa Blanca a connu le même sort que beaucoup de films qui ont tenu les mêmes propos sur le même sujet, sur la corruption et qui touchaient une zone politiquement sensible, et qui montraient comment les compagnies pétrolières ont exploité les petits propriétaires au Mexique. La censure n’a été levée qu’en 1972 par Luis Echeverría.
Une autre raison s’y ajouta : l’actrice Christiane Martel épousa le fils de Miguel Alemán Valdés, ancien président, qui s’opposa à la diffusion de ce film où on la voyait dénudée. Malgré les coupes de ces scènes, le film ne fut projeté qu’en 1972.

## Prix
En 1973, le film est nommé deux fois aux prix Ariel du cinéma, et Ignacio López Tarso reçoit celui de meilleur acteur.